# 890
| 890                |
| ------------------ |
| Dødsfald - Fødsler |
|                    |

| Gregoriansk kalender | 890 DCCCXC              |
| Ab urbe condita      | 1643                    |
| Armensk kalender     | 339 ԹՎ ՅԼԹ              |
| Kinesiske kalender   | 3586 – 3587 己酉 – 庚戌 |
| Etiopisk kalender    | 882 – 883               |
| Jødisk kalender      | 4650 – 4651             |
| Hindukalendere       |                         |
| - Vikram Samvat      | 945 – 946               |
| - Shaka Samvat       | 812 – 813               |
| - Kali Yuga          | 3991 – 3992             |
| Iransk kalender      | 268 – 269               |
| Islamisk kalender    | 276 – 277               |

Se også 890 (tal)

## Født
- Olga af Kijev, fyrstinde i Kijevriget og helgen i den Ortodokse kirke (død 969).